# Urocotyledon rasmusseni
Espèce
Urocotyledon rasmusseni est une espèce de geckos de la famille des Gekkonidae.

## Répartition
Cette espèce est endémique de Tanzanie. Elle se rencontre dans les monts Udzungwa.

## Description
C'est un gecko insectivore.

## Étymologie
Cette espèce est nommée en l'honneur de Jens Bødtker Rasmussen.

## Publication originale
- Bauer & Menegon, 2006 : A new species of Prehensile-tailed Gecko, Urocotyledon (Squamata: Gekkonidae), from the Udzungwa Mountains, Tanzania. African journal of Herpetology, vol. 55, n. 1, p. 13-22.